# Keely Hodgkinson
Keely Hodgkinson (n. 3 martie 2002, Atherton⁠(d), Anglia, Regatul Unit) este o atletă ce a reprezentat Regatul Unit al Marii Britanii și al Irlandei de Nord, medaliată olimpică. A participat la două ediții ale Jocurilor Olimpice (2020, 2024) în care a câștigat o medalie de aur și o medalie de argint în proba de 800 de metri.

## Palmares
| An   | Competiție                               | Locație               | Loc | Eveniment | Note    |
| ---- | ---------------------------------------- | --------------------- | --- | --------- | ------- |
| 2018 | Campionatul European de Juniori (sub 18) | Győr, Ungaria         | 1   | 800 m     | 2:04,84 |
| 2019 | Campionatul European de Juniori          | Borås, Suedia         | 3   | 800 m     | 2:03,40 |
| 2021 | Campionatul European în sală             | Toruń, Polonia        | 1   | 800 m     | 2:03,88 |
| 2021 | Jocurile Olimpice                        | Tokio, Japonia        | 2   | 800 m     | 1:55,88 |
| 2022 | Campionatul Mondial                      | Eugene, Statele Unite | 2   | 800 m     | 1:56,38 |
| 2022 | Campionatul European                     | München, Germania     | 1   | 800 m     | 1:59,04 |
| 2023 | Campionatul European în sală             | Istanbul, Turcia      | 1   | 800 m     | 1:58,66 |
| 2023 | Campionatul European de Tineret          | Espoo, Finlanda       | 3   | 400 m     | 51,76   |
| 2023 | Campionatul Mondial                      | Budapesta, Ungaria    | 2   | 800 m     | 1:56,34 |
| 2024 | Campionatul European                     | Roma, Italia          | 1   | 800 m     | 1:58,65 |
| 2024 | Jocurile Olimpice                        | Paris, Franța         | 1   | 800 m     | 1:56,72 |

## Legături externe
- Materiale media legate de Keely Hodgkinson la Wikimedia Commons
- en Keely Hodgkinson la World Athletics
- en Keely Hodgkinson la Olympedia.org